# Тарантул південноруський
Тарантул південноруський або південно-російський (Lycosa singoriensis) — великий європейський та азійський павук роду тарантул, поширений у степах Європи, Середньої Азії, Південного Сибіру, Далекого Сходу.

## Етимологія
Українською носить наукову назву тарантул південноруський. В народі ж називається павук волоський або мизги́р.
В інших мовах часто має назву тих територій, де його знаходять: російський (рос. русский), румунський (рум. românească), татарський (чеськ. tatarský), український (пол. ukraińska), джунгарський тощо.

## Опис
Найбільший павук в Україні, один з найбільших у Європі. Розмір тіла до 4 см, з ногами до 7 см. Вага тіла від 2,6 до 7 грамів. Верхня поверхня тіла забарвлена строкато, боки світлі, черевна поверхня чорна. Тіло вкрите сірими і білими волосками різної довжини, через це виглядає волохатим. Головогруди мають малюнок з темних смуг, які радіально відходять від центру. Основний членик хеліцер яскраво-жовтого чи помаранчевого кольору, кінчик та кігтик чорні. Педипальпи також жовті, окрім чорного кінчика. Ноги знизу з чорними кільцями.

### Статевий диморфізм
Самиці мають більше черевце та коротші ноги, кремезніші за самців. Волоски самців світліші. Розміри самців 14-27 мм, самиць — від 18 до 31 мм або до 35 мм

### Раси
Виділяють три раси тарантулів південноруських: велику, дрібну і проміжну. Велика зустрічається лише на півдні Середньої Азії, проміжна — найбільш північна. Дрібна раса поширена на півдні степів. Усі раси вільно схрещуються між собою.

## Поширення

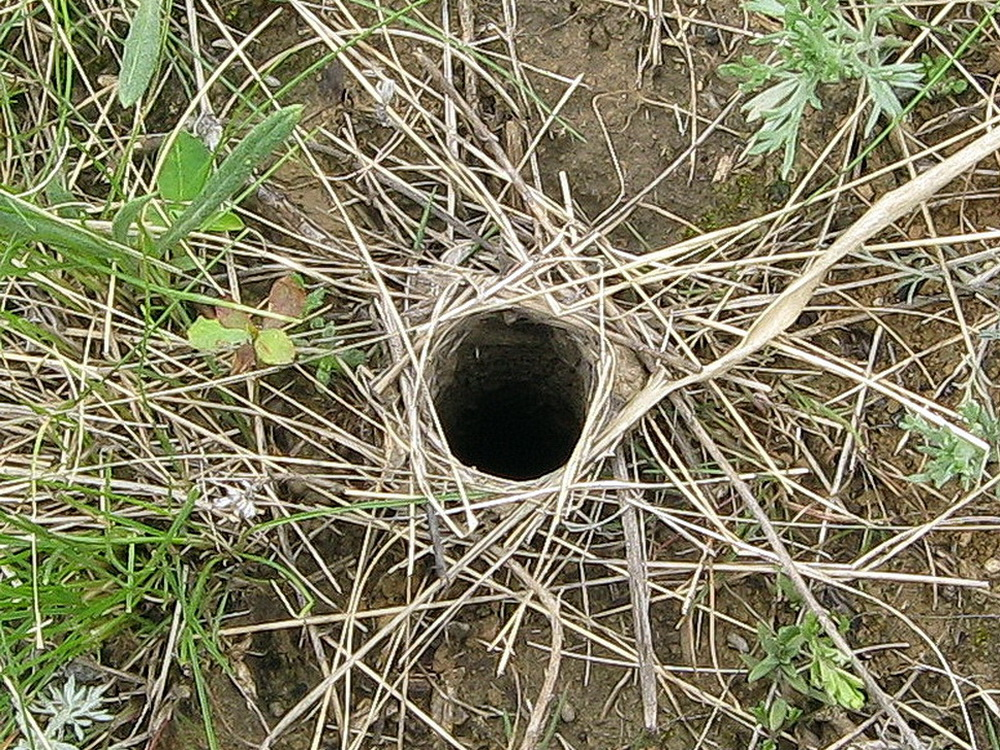
Вхід до нори тарантула. Запорізьке Правобережжя

Поширений у степах і лісостепу від Австрії та Угорщини до Каспійського моря, Середньої Азії, Південного Сибіру, Далекого Сходу Росії та північно-західному Китаї. Також мешкає у Туреччині, на Близькому Сході, в Єгипті. В Україні поширений практично по всій території, окрім основної частини Карпат (проте у Вулканічному масиві трапляється). Зустрічається зрідка північніше, особливо по берегах річок з піщаними ґрунтами.

## Особливості біології

### Розмноження

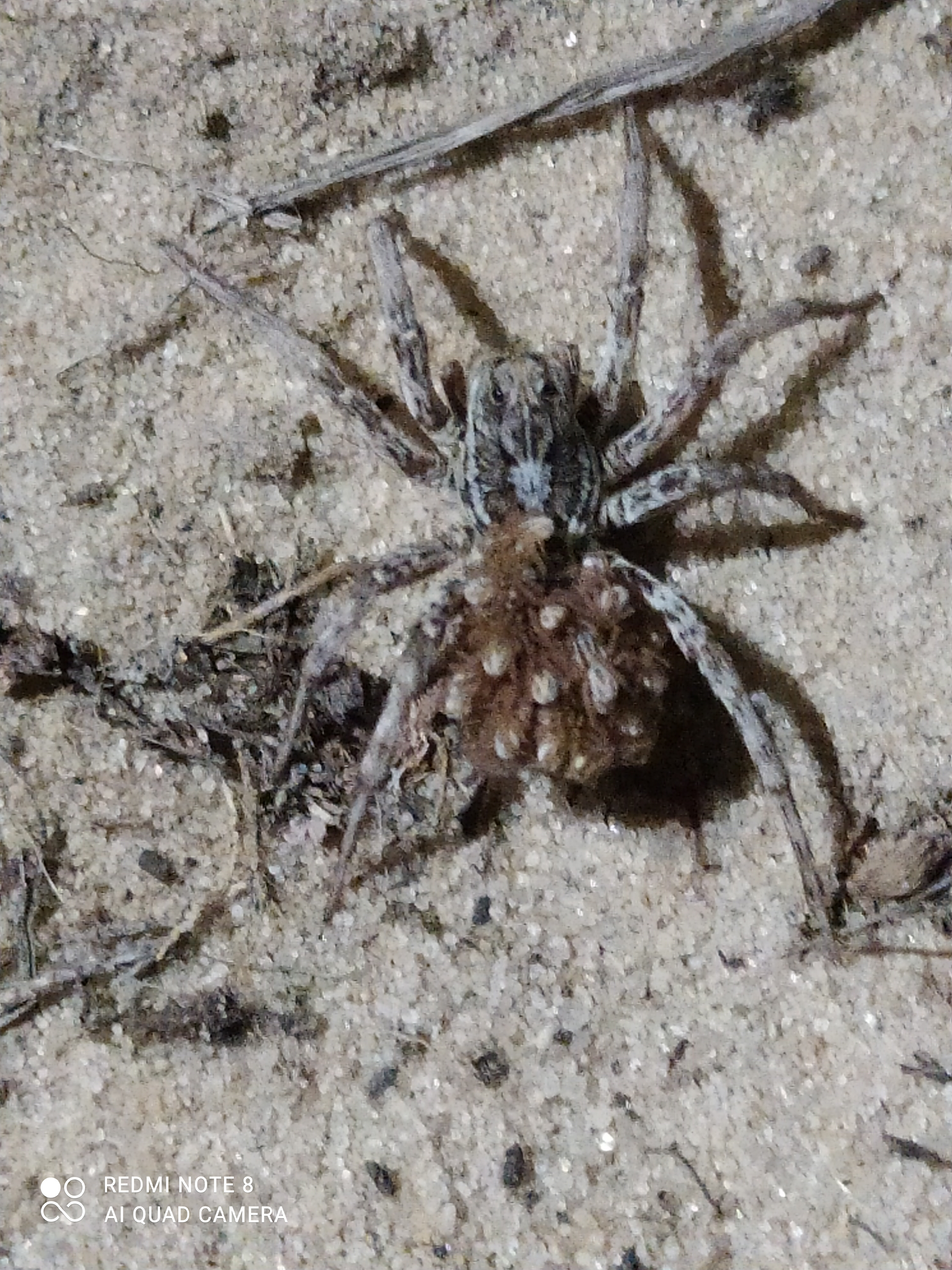
Після вилуплення (зазвичай у травні) маленькі павученята залазять на спинну частину черевця самиці. Тут вони лишаються певний час, тримаючись за волоски (цей момент видно на фото). Самиця подорожує, час від часу скидаючи частину нащадків і, таким чином, розселлючи їх. При цьому вона може перепливати невеликі водні перепони

Самиця навесні відкладає 200—700 яєць у кокон, який зігріває на сонці, виповзаючи на край нірки. Після вилуплення маленьких павученят (зазвичай у травні) вона збирає їх собі на спинну частину черевця та подорожує, час від часу скидаючи частину нащадків і, таким чином, розповсюджуючи їх. При цьому самиця може перепливати невеликі водні перепони.
Парування тарантулів відбувається в кінці літа. Самець підходить до нірки самиці та постукує передніми ногами по павутині. Самиця виходить, і тоді він починає погладжувати її кінцівки легкою вібрацією ніг. Іноді самиця все одно атакує самця. Коли самцю вдається заспокоїти її, він заходить до нірки, де й відбувається парування.
Тарантули ростуть під час линянь, линяють 11 разів.

### Харчування
Самиця тарантула південноруського живе в норах до 60 см глибиною. Ловильної сітки не будує, але реагує на рух здобичі, яка підходить до краю нірки та смикає за сигнальні павутинні нитки: вистрибує з нірки та кусає. Вночі відходить на невелику відстань від укриття. Полює найчастіше на жуків та прямокрилих.

## Природні вороги
На тарантулів полюють оси-помпіліди, які паралізують павуків та відкладають на них яйця, з яких розвивається личинка, що повільно поїдає павука. Зокрема, це аноплій самарський та криптохіл кільчастий, занесені до Червоної книги України.
Яйця знищують різні види їздців. На молодих тарантулів полюють капустянки.
У Казахстані тарантулів поїдає гризун селевінія, який, втім, є рідкісним.

## Охорона

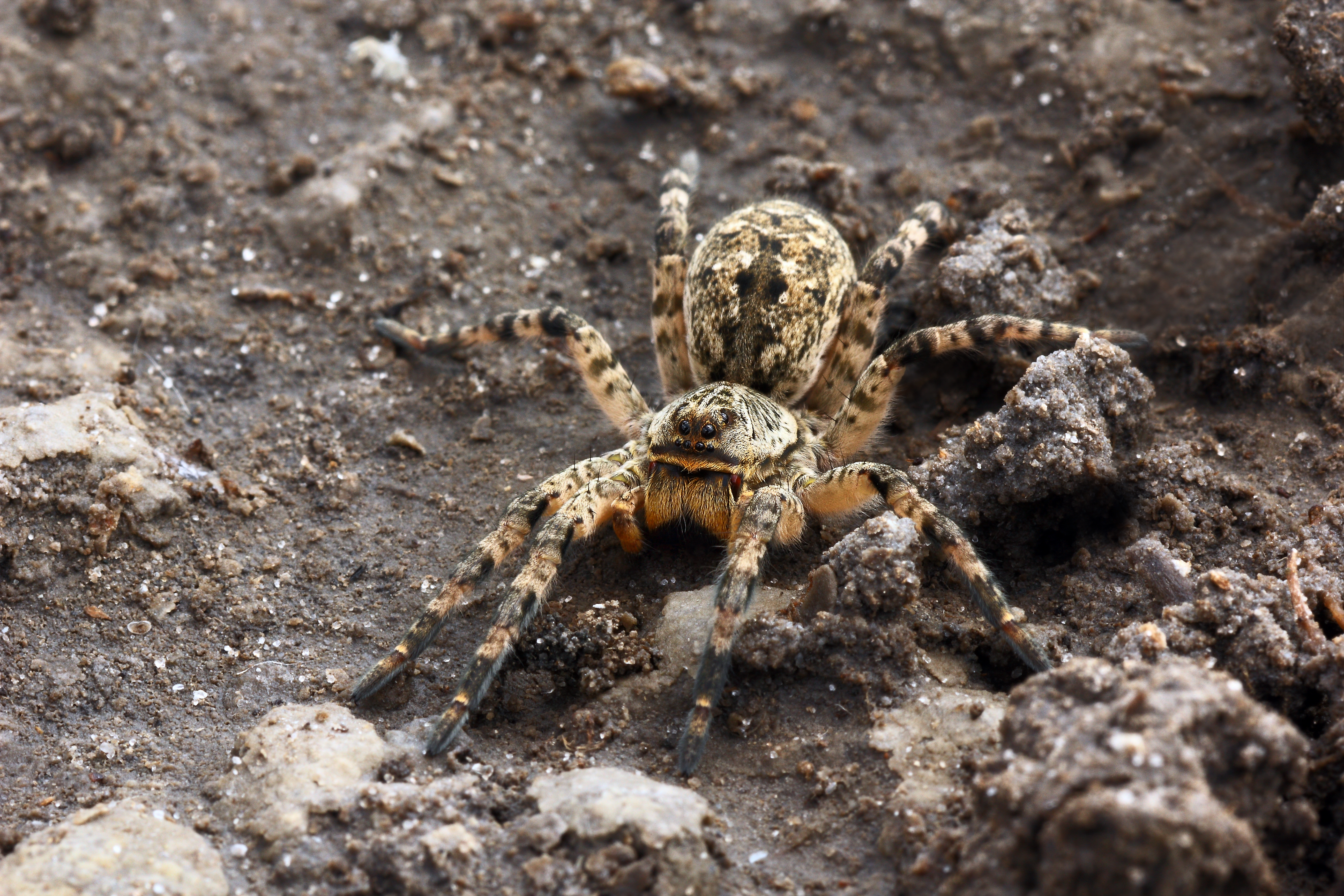
В орнітологічному заказнику Булахівський лиман

Тарантул південноруський входить до переліку тварин, що підлягають охороні на території Київської області. Внесений також до червоних книг багатьох областей Росії, зокрема Московської, Калузької, Рязанської, Тульської, Свердловської, Нижегородської, Пермського краю.